# Claudia Barzaghi
Claudia Barzaghi (Giussano, 28 luglio 1973) è un'ex cestista italiana.
Guardia tiratrice di 175 cm, ha giocato in Serie A1 con Sireg Lissone, Alcamo, Chieti e Messina.